# Stettfeld

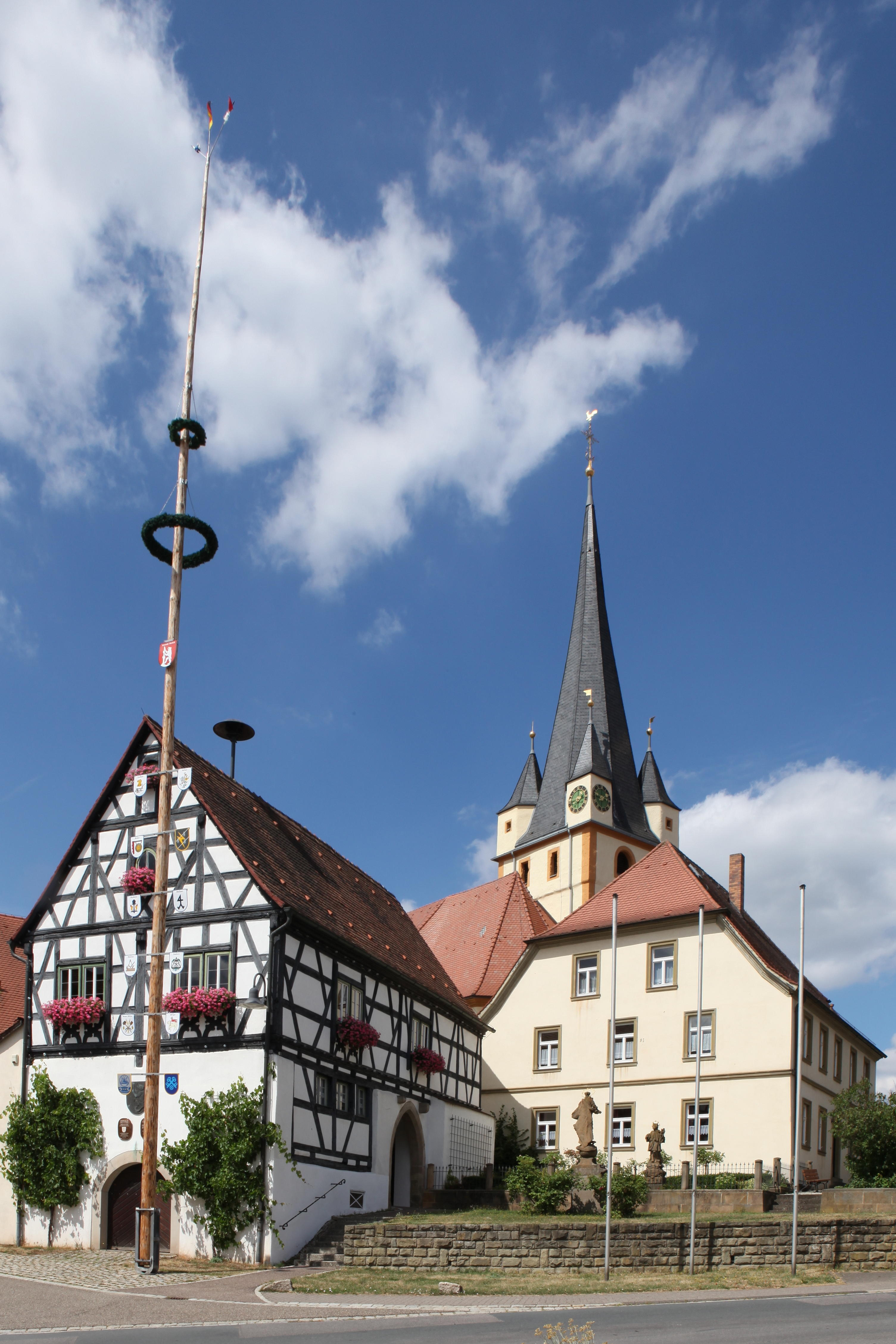
Dorfplatz mit Rathaus und Pfarrhaus

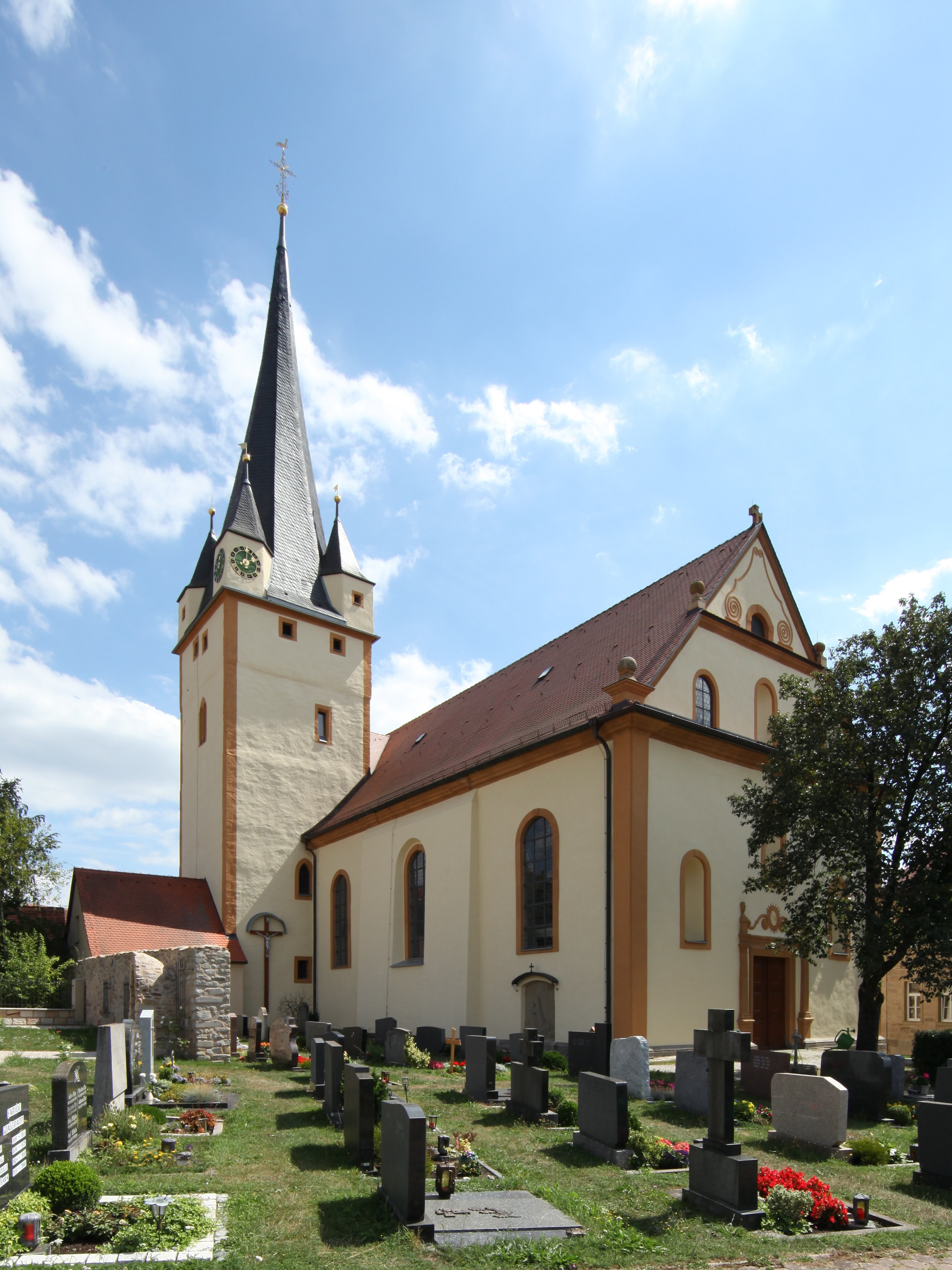
Katholische Pfarrkirche

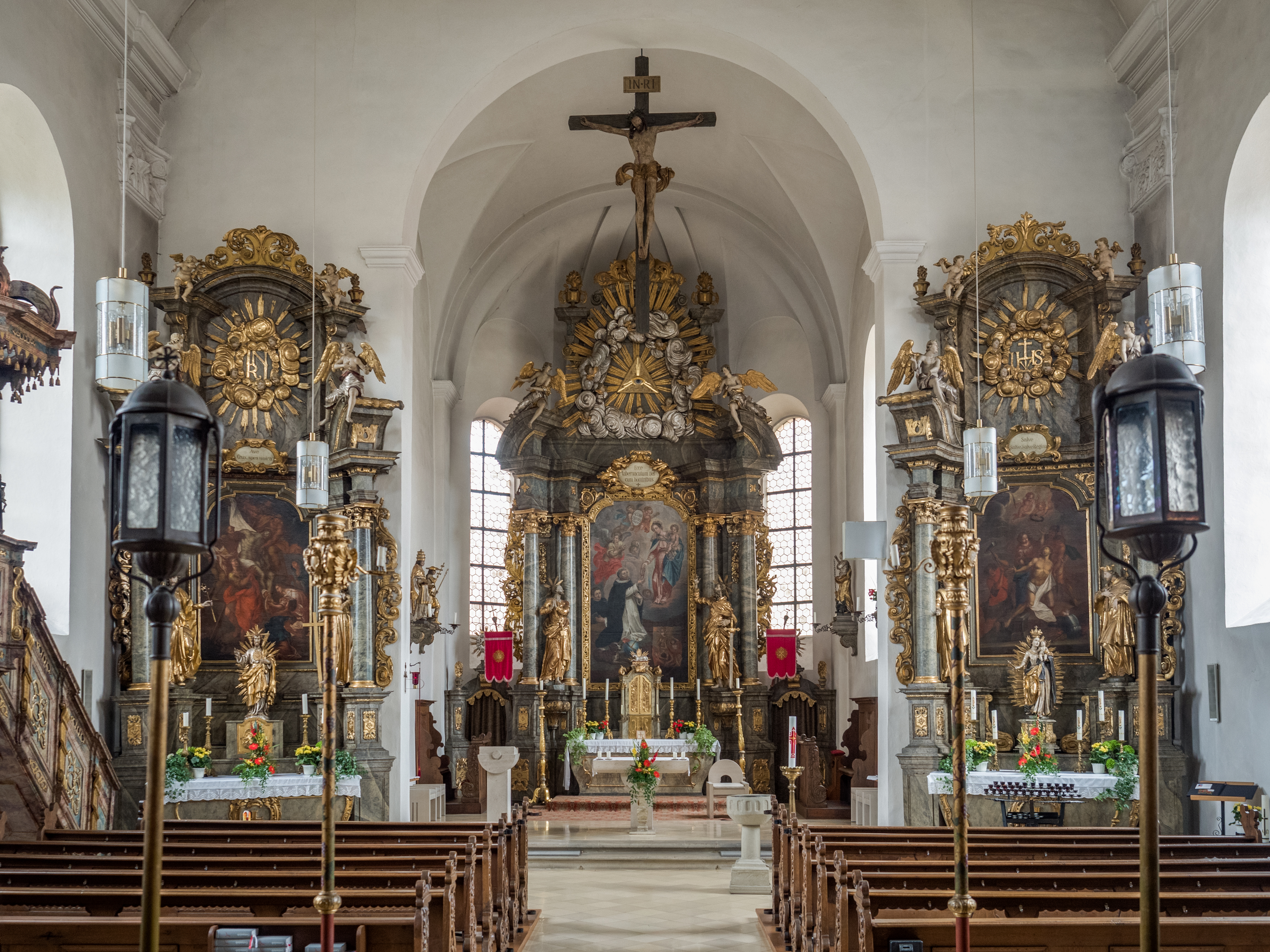
Innenraum mit Hauptaltar und Seitenaltären der katholischen Pfarrkirche Mariä Himmelfahrt in Stettfeld

Stettfeld ist eine Gemeinde im unterfränkischen Landkreis Haßberge. Die Gemeinde ist Mitglied der Verwaltungsgemeinschaft Ebelsbach.

## Geografie
Der Ort liegt in den Haßbergen, nordwestlich von Bamberg. Es gibt nur die Gemarkung Stettfeld und den gleichnamigen Ort. Knapp einen Kilometer südwestlich fließt der Main vorbei. Er speist dort zahlreiche Weiher. Nördlich liegt der Gemeindewald Stettfeld. Dort entspringt der Stettfelder Mühlbach, der nach Durchfließen des Ortes in den Main mündet.
Nachbargemeinden sind (von Norden beginnend im Uhrzeigersinn): Ebelsbach, Lauter, Oberhaid und Eltmann.

## Geschichte

### Bis zur Gemeindegründung
Die früheste Erwähnung des Ortes Stettfeld in den Quellen datiert auf das Jahr 778.
Als Teil des Hochstiftes Würzburg wurde Stettfeld 1803 zugunsten Bayerns säkularisiert, dann im Frieden von Pressburg 1805 Erzherzog Ferdinand von Toskana zur Bildung des Großherzogtums Würzburg überlassen, mit dem es 1814 endgültig an Bayern fiel.

### Einwohnerentwicklung
(Quelle:)
- 1840: 0721 Einwohner
- 1871: 0757 Einwohner
- 1900: 0670 Einwohner
- 1925: 0711 Einwohner
- 1939: 0695 Einwohner
- 1950: 0995 Einwohner
- 1961: 0923 Einwohner
- 1970: 1036 Einwohner
- 1987: 1024 Einwohner
- 1991: 1087 Einwohner
- 1995: 1210 Einwohner
- 2000: 1294 Einwohner
- 2005: 1260 Einwohner
- 2010: 1204 Einwohner
- 2015: 1145 Einwohner
- 2021: 1129 Einwohner

Im Zeitraum 1988 bis 2018 stieg die Einwohnerzahl von 1049 auf 1166 um 117 Einwohner bzw. um 11,2 %. 2000 hatte die Gemeinde 1298 Einwohner.
Quelle: BayLfStat

## Politik

### Gemeinderat
Der Gemeinderat von Stettfeld hat (ohne Bürgermeister) zwölf Mitglieder.
| Parteien / Wählergemeinschaften | Parteien / Wählergemeinschaften         | % 2020 | Sitze 2020 | % 2014 | Sitze 2014 | % 2008 | Sitze 2008 | % 2002 | Sitze 2002 |
| ------------------------------- | --------------------------------------- | ------ | ---------- | ------ | ---------- | ------ | ---------- | ------ | ---------- |
| CSU                             | Christlich-Soziale Union in Bayern      | 35,8   | 4          | 51,0   | 6          | 44,9   | 5          | 43,1   | 5          |
| SPD                             | Sozialdemokratische Partei Deutschlands | 19,6   | 2          | 20,9   | 3          | 24,7   | 3          | 39,6   | 5          |
|                                 | Stettfelder Dorfgemeinschaft            | 44,6   | 6          | 28,0   | 3          | 30,4   | 4          | 17,3   | 2          |
| Gesamt                          | Gesamt                                  | 100    | 12         | 100    | 12         | 100    | 12         | 100    | 12         |
| Wahlbeteiligung in %            | Wahlbeteiligung in %                    | 79,8   | 79,8       | 76,4   | 76,4       | 79,8   | 79,8       | 72,2   | 72,2       |

### Bürgermeister
Erster Bürgermeister ist seit 21. November 2005 der 1961 geborene Alfons Hartlieb (CSU). Dieser wurde 2005 mit zwei Stimmen Vorsprung gewählt, 2008 mit 64,45 %, 2014 mit 62,7 % und bei der Stichwahl am 29. März 2020 mit 52,5 % der Stimmen jeweils im Amt bestätigt. Sein Vorgänger Winfried Schlee (SPD) verunglückte tödlich.

### Wappen
|  | Blasonierung: „In Rot ein aufrechter silberner Bär, der einen silbernen Baumstumpf emporklimmt“ |
|  |                                                                                                 |

## Wirtschaft und Infrastruktur

### Wirtschaft einschließlich Land- und Forstwirtschaft
1998 gab es nach der amtlichen Statistik im produzierenden Gewerbe 109 und im Bereich Handel und Verkehr keine sozialversicherungspflichtig Beschäftigten am Arbeitsort. Sozialversicherungspflichtig Beschäftigte am Wohnort gab es insgesamt 446. Im verarbeitenden Gewerbe gab es einen Betrieb, im Bauhauptgewerbe zwei Betriebe. Zudem bestanden im Jahr 1999 20 landwirtschaftliche Betriebe mit einer landwirtschaftlich genutzten Fläche von 577 Hektar (ha), davon waren 469 ha Ackerfläche und 107 ha Dauergrünfläche.

### Verkehr
Stettfeld wird von der Staatsstraße 2277 durchquert. Sie führt über Eltmann zur etwa 600 m südlich verlaufenden Autobahn A 70 (Auffahrt AS 12 Eltmann).
Parallel zur A 70 verläuft die Bahnstrecke Bamberg–Rottendorf mit Bahnhöfen in Eltmann und Oberhaid. Ein früherer Haltepunkt wurde aufgelöst.
Durch Stettfeld verläuft der Fränkische Marienweg.

### Bildung
Es gibt folgende Einrichtung:
- Kindergärten: Caritas-Kindergarten St. Johannes,[9] Gartenstraße 7, mit 50 Kindergartenplätzen und 10 Plätzen für Krippen-Kinder. Am 1. März 2018 waren lt. amtlicher Statistik 65 Kinder eingeschrieben. In den zwei Kindergartengruppen werden Kinder von 2,5 Jahren bis zur Einschulung und nach dem Unterricht auch Grundschüler betreut.[10]

## Kultur
In Stettfeld bestehen ein Musik- und ein Gesangverein, die mehrere Konzerte im Jahr geben. Die Theatergruppe Stettfelder Freilichtbühne führt jährlich mindestens ein Theaterstück entweder als Innenstück oder als Freilichtinszenierung im Hof der Alten Mühle auf. Der Geschichtsarbeitskreis Stettfeld betreibt seit 2007 ein Heimatmuseum mit wechselnden Ausstellungen.